# Świnice Warckie (gromada)
Świnice Warckie (alt. Świnice Wartskie) – dawna gromada, czyli najmniejsza jednostka podziału terytorialnego Polskiej Rzeczypospolitej Ludowej w latach 1954–1972.
Gromady, z gromadzkimi radami narodowymi (GRN) jako organami władzy najniższego stopnia na wsi, funkcjonowały od reformy reorganizującej administrację wiejską przeprowadzonej jesienią 1954 do momentu ich zniesienia z dniem 1 stycznia 1973, tym samym wypierając organizację gminną w latach 1954–1972.
Gromadę Świnice Warckie siedzibą GRN w Świnicach Warckich utworzono – jako jedną z 8759 gromad na obszarze Polski – w powiecie tureckim w woj. poznańskim, na mocy uchwały nr 39/54 WRN w Poznaniu z dnia 5 października 1954. W skład jednostki weszły obszary dotychczasowych gromad Gusin, Kaznów, Kaznówek, Kraski, Podgórze, Świnice-Kolonia, Świnice Warckie i Zbylczyce ze zniesionej gminy Świnice w tymże powiecie. Dla gromady ustalono 24 członków gromadzkiej rady narodowej.
1 stycznia 1956 gromadę włączono do powiatu łęczyckiego w woj. łódzkim.
31 grudnia 1959 do gromady Świnice Warckie przyłączono wieś i parcelę Stęplew ze znoszonej gromady Ładawy w powiecie poddębickim, a także wieś i kolonię Wola Świnicka oraz kolonię Wola Olesin ze znoszonej gromady Saków w powiecie poddębickim (woj. łódzkie).
Gromada przetrwała do końca 1972 roku, czyli do kolejnej reformy gminnej. 1 stycznia 1973 – tym razem w powiecie łęczyckim i woj. łódzkim – reaktywowano gminę Świnice Warckie (do 1954 obowiązywała skrócona nazwa gmina Świnice).